# Vlaamsche Kinderzegen
Vlaamsche Kinderzegen (1937-1971) was een gezinsbond van Vlaams-nationalistische strekking.

## Geschiedenis
In 1937 stichtten enkele Aalsterse Vlaamsgezinden een gezinsorganisatie onder de naam Vlaamsche Kinderzegen. Onder de stichters bevonden zich de politici Bert d'Haese en Staf van Nuffel, de letterkundige Jef Scheirs en onderwijzer Herman De Vos. Buiten de stichtende Aalstenaars werd de vereniging vanaf de aanvang gesteund door bekende Vlaamsgezinden zoals Hendrik Borginon, August Borms, Frans Daels, Tony Herbert, Jeroom Leuridan, Valerius de Saedeleer, Baldewijn Steverlynck, Felix Timmermans en Hendrik J. Vandewyer. Met deze signaturen was de overwegend Vlaams-nationalistische strekking duidelijk.
De stichting was een reactie gericht tegen de Bond van Kroostrijke Gezinnen (later Bond van Grote en Jonge Gezinnen), aan wie een overwegend Franstalige leiding werd verweten, alsook het feit dat het om een 'neutrale' of 'pluralistische' bond ging die samenwerkte met de socialisten en die zich omwille van het verkrijgen van overheidstoelagen braaf opstelde. De nieuwe vereniging stelde zich op als uitgesproken katholiek, Vlaams-nationalistisch en antimilitaristisch. 
Met een secretariaat gevestigd in Aalst, verspreidde de vereniging zich over heel Vlaanderen en organiseerde zich per provincie. De twee trekkers toonden het voorbeeld: De Vos had elf kinderen en Van Nuffel zeventien. Aanvankelijk richtte Vlaamsche Kinderzegen zich vooral tot gezinnen met ten minste zeven kinderen, maar verminderde dit aantal weldra tot vier. De reactie kwam snel vanwege de Bond van Kroostrijke gezinnen, die zijn unitaire structuur wijzigde en een Vlaams Centraal Comité oprichtte, wat de nieuwe vereniging tamelijk de wind uit de zeilen nam.
Toen kwam de Tweede Wereldoorlog. De Vlaamsche Kinderzegen sloot zich volledig aan bij het VNV en bij de Nieuwe Orde en kreeg van de Duitsers een voorkeurbehandeling. Dit bracht mee dat verschillende diensten werden uitgebouwd zoals huwelijks- en geboortepremies, kraamzorg, goedkope leningen, studiebeurzen, hulp aan weduwen en wezen, uitdelen van voedselpakketten. Deze voortvarende activiteit had financiële problemen tot gevolg. De vereniging leed ook onder problemen van concurrentie tussen de centrale en de provinciale leidingen en van disputen over slecht beleid. Er ontstonden stevige interne rellen. In 1943 gooide secretaris Herman De Vos de propagandaleider Staf Van Nuffel eruit, op beschuldiging van gesjoemel bij de verdeling van voedselpakketten. Anderzijds ging de vereniging volledig op in de collaboratie.
Na de oorlog betekende dit laatste onvermijdelijk het einde van de activiteiten. Secretaris De Vos werd in 1944 opgepakt en na enkele dagen weer vrijgelaten, maar door de Aalsterse Witte Brigade terechtgesteld. Staf Van Nuffel vluchtte naar Duitsland en overleed in 1955 in Wolfratshausen.

## Na 1945
Hoewel alle activiteiten een einde namen en de Bond voor grote en jonge gezinnen voortaan de enige gezinsbond was die door de overheid werd erkend en gesteund, werd Vlaamsche Kinderzegen niet ontbonden. De vereniging was nog altijd eigenaar van een niet onbelangrijk kapitaal dat sluimerde op een geblokkeerde rekening. In 1950 werd de vzw discreet opnieuw tot leven gewekt, met aan de leiding voorzitter Edward Brieven en ondervoorzitter Eugeen Top, de bestuurder van de in Langemark gevestigde drukkerij Vonksteen. In de eerste plaats werd financiële steun verleend aan de weduwen en kinderen van Herman De Vos, Staf Van Nuffel en Reimond Tollenaere. Er werd ook steun verleend aan Huize Daels in Wakken, het hoofdkwartier van het door Staf Vermeire geleide Algemeen Diets Jeugdverbond (ADJV). Na enkele jaren besliste het bestuur, onder impuls van Eugeen Top, het volledige saldo te schenken aan zorginstelling Dominiek Savio, het centrum voor gehandicaptenzorg in Gits. Aldus kwam in 1971 een einde aan de vereniging.
Eugeen Top spande zich in om het verspreide archief van Vlaamsche Kinderzegen bijeen te brengen. Hijzelf en na zijn dood zijn zoon Stefaan Top schonken de verzameling aan het Archief en Documentatiecentrum voor het Vlaams Nationalisme (ADVN).